# Papy Lukata
Papy Shumu Lukata (Kinshasa, 23 aprile 1978) è un ex calciatore della Repubblica Democratica del Congo, di ruolo portiere.

## Carriera

### Nazionale
Ha debuttato in Nazionale il 20 agosto 2003, nell'amichevole Angola-RD del Congo (0-2). Ha partecipato, con la Nazionale, alla Coppa d'Africa 2004. Ha collezionato in totale, con la maglia della Nazionale, due presenze e tre reti subite.

## Palmarès

### Club

#### Competizioni nazionali
- Campionato angolano di calcio: 2

Aviacao: 2003, 2004
- Coppa d'Angola: 1

Aviacao: 2005